# Bessel Kok
Pour les articles homonymes, voir Bessel et Kok.
Bessel Kok est un homme d'affaires néerlandais, mécène et organisateur de tournoi d'échecs né le 13 décembre 1941 à Hilversum, aux Pays-Bas.

## Biographie
Kok commence sa carrière professionnelle dans la gestion d'entreprises de télécommunications. Il est cofondateur de la société SWIFT, puis président et CEO de Belgacom en Belgique entre 1992 et 1995. En 1995, il est vice-président de Český Telecom en République tchèque et en 2004 président d'Eurotel (opérateur mobile tchèque).
Il a été conseiller pour Morgan Stanley en République tchèque et est actuellement conseiller pour Cerberus Capital Management New York, il est aussi le président du groupe Scarlet Telecommunications basé aux Pays-Bas.
Kok était coprésident (avec Garry Kasparov et Anatoly Karpov) de la Grand Master Association (GMA) de 1985 à 1991 et a aidé à établir l’Accord de Prague en 2002 pour la réunification du championnat du monde d'échecs.
Bessel Kok a aussi produit un film : Nicholas Winton, the power of Good nommé aux Emmy Award en 2002.
En 2006, Bessel Kok est candidat contre le président sortant de la Fédération internationale des échecs, le président kalmouk Kirsan Ilioumjinov. Son colistier est le Turc Ali Nihat Yazıcı. L'élection a eu lieu le 2 juin à Turin en marge de la 37e Olympiade d'échecs. Ilioumjinov a été réélu par 96 voix contre 54 pour Kok.
Bessel Kok a fondé, fin 2006, la compagnie Global Chess BV avec Kirsan Ilioumjinov, qui a pour but de promouvoir, s'occuper des relations publiques, trouver des sponsors pour les épreuves échiquéennes et développer des marchés pour les échecs à travers le monde.